# Nina MacKay

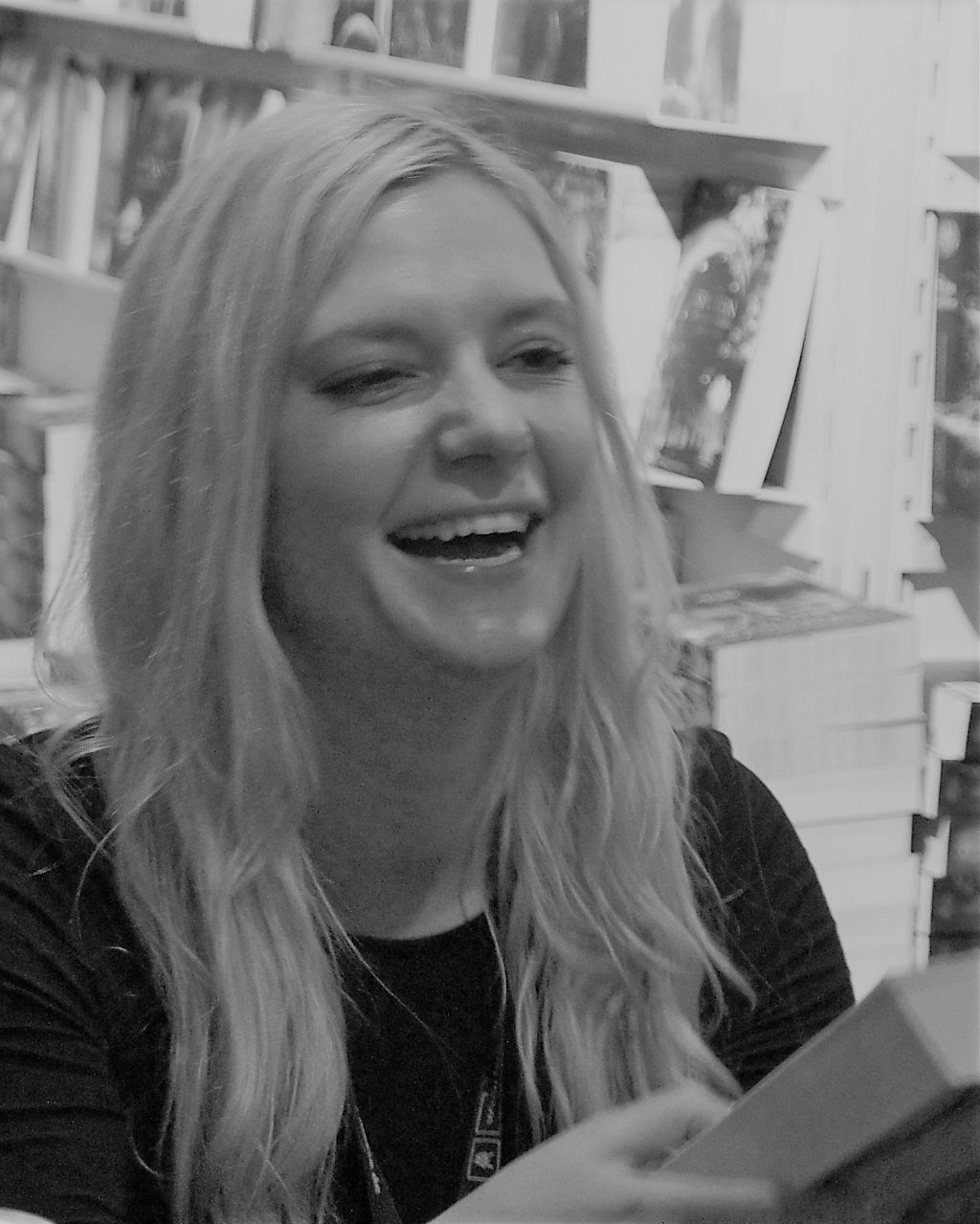
Nina MacKay (2018)

Nina MacKay (* 1984 in Mainz) ist das Pseudonym von Nina Rittinghaus, einer deutschen Schriftstellerin von Romantasy (Fantasyliteratur mit Romantik), Liebesromanen und Märchenadaptionen, die mit ihrem Romantasy-Roman Plötzlich Banshee durch einen Schreibwettbewerb beim Piper Verlag bekannt wurde.

## Leben
Während ihres Studiums arbeitete MacKay zeitweise als Model. Seit 2006 betreut MacKay mehrmals im Jahr Kinder auf einem Ferienhof und gibt dort Reitunterricht. 2007 verbrachte sie ein Auslandssemester in China. Zwischen 2009 und 2012 beteiligte sich MacKay an einigen nationalen und internationalen Misswahlen. Heute lebt MacKay in Mainz und arbeitet als Marketingmanagerin.

## Literarisches Wirken
Mit dem Schreiben begann MacKay bereits als Kind mit Kurzgeschichten oder zeichnete Pferde-Comics. Ihre Inspiration zum professionellen Schreiben von Kindergeschichten fand MacKay während ihrer Betreuung der Kinder auf dem Ferienhof, in dem sie zur Unterhaltung der Kinder Geschichten erfand und diese zu einem Buch zusammenfasste. 2013 begann sie ihren ersten Roman zu schreiben. Ihre ersten selbstgeschriebenen Projekte lud MacKay auf Instagram hoch und später auf der Online-Plattform Wattpad. 2016 gewann MacKay beim Schreibwettbewerb erzähl-es-uns für junge Autoren einen Taschenbuch-Vertrag beim Piper Verlag mit ihrem Romantasy-Einzelband Plötzlich Banshee, das im gleichen Jahr in Pipers Jugendlabel ivi erschien. 2017 wurde die Märchenadaption Rotkäppchen und der Hipster-Wolf beim Skoutz-Award in der Kategorie Humor zum Sieger gewählt.
Nach eigener Aussage schreibt MacKay humorvolle Geschichten für Leser jeden Alters. Dabei bevorzugt sie das Genre Romantasy, eine Mischung aus Fantasy und romantischer bis dramatischer Liebesgeschichte in meist düsteren Welten.
MacKay ist Mitglied in den Autorenvereinigungen Autorenwelt und DELIA – Vereinigung deutschsprachiger Liebesroman-Autoren und -Autorinnen. Gemeinsam mit Nica Stevens, Andreas Suchanek und Christian Handel ist sie Teil der Schreib-WG, die zwei- bis dreimal im Jahr an verschiedenen Orten einen sechstägigen Event durchführen und dabei mit Hilfe von Live-Streamings das Publikum an ihren Schreibprojekten teilhaben lassen.
Neben dem Schreiben betreibt MacKay mit ihrer Autorenkollegin Nica Stevens den Podcast Murder Queens, in dem sie über reale Verbrechen und Verschwörungstheorien reden.
Das Pseudonym Nina MacKay ist laut ihrer Aussage spontan entstanden.

## Werke (Auswahl)

### Einzelwerke
- Queen on Heels. Forever, Berlin 2015, ISBN 978-3-95818-058-1.
- Plötzlich Banshee. ivi, München 2016, ISBN 978-3-492-70393-2.
- Teenie Voodoo Queen. ivi, München 2018, ISBN 978-3-492-70475-5.

### Hipster-Märchenreihe
- Rotkäppchen und der Hipster-Wolf. Drachenmond Verlag, Leverkusen 2016, ISBN 978-3-95991-989-0.
- Aschenputtel und die Erbsen-Phobie. Drachenmond Verlag, Leverkusen 2016, ISBN 978-3-95991-990-6.
- Rapunzel und die Genmais-Protestbewegung. Drachenmond Verlag, Hürth 2018, ISBN 978-3-95991-993-7.
- Dornröschen und der Mettsommernachts-Traum. Drachenmond Verlag, Hürth 2020, ISBN 978-3-95991-994-4.

### Phönixschwestern-Reihe
- Games of flames. Carlsen im.press, Hamburg 2018, ISBN 978-3-551-30127-7.
- Empire of fire. Carlsen im.press, Hamburg 2019, ISBN 978-3-551-30181-9.

### Dämonentage-Reihe
- Dämonentage. Piper, München 2018, ISBN 978-3-492-28183-6.
- Dämonennächte. Piper, München 2019, ISBN 978-3-492-28207-9.
- Dämonenfinsternis. Piper, München 2019, ISBN 978-3-492-28206-2.

### Black Forest High Reihe
- Ghostseer. Piper, München 2019, ISBN 978-3-492-70521-9.
- Ghosthunter. Piper, München 2020, ISBN 978-3-492-70559-2.
- Ghostkiller. Piper, München 2021, ISBN 978-3-492-70583-7.

### Legend Academy Reihe
- Fluchbrecher. Ravensburger, Ravensburg 2022, ISBN 978-3-473-40217-5.
- Mythenzorn. Ravensburger, Ravensburg, 2022, ISBN 978-3-473-40218-2.

### In Anthologien
- Wenn Drachen fliegen. Drachenmondverlag, Leverkusen 2017, ISBN 978-3-96189-150-4.
- In Hexenwäldern und Feentürmen – eine märchenhafte Anthologie. Hrsg. Christian Handel, Drachenmondverlag, Leverkusen 2017, ISBN 978-3-96189-150-4.
- Christmas kisses – ein Adventskalender. Ravensburger, Ravensburg 2022, ISBN 978-3-473-58621-9.
- Aus Zauberseide und Schwanenfedern – eine märchenhafte Anthologie. Hrsg. Christian Handel, Drachemondverlag, Hürth 2022, ISBN 978-3-95991-876-3.

## Auszeichnungen
- 2017: Skoutz-Award Platz 1 Humor für Rotkäppchen und der Hipster-Wolf